# ديفيد بورغر
ديفيد بورغر هو سياسي أسترالي، ولد في 7 سبتمبر 1969. نشط حزبياً في حزب العمال الأسترالي. وقد انتخب عضو الجمعية التشريعية لنيو ساوث ويلز ‏.